# ماتیو آندروود
ماتیو آندروود (انگلیسی: Matthew Underwood؛ زادهٔ ۲۳ آوریل ۱۹۹۰) یک هنرپیشه اهل ایالات متحده آمریکا است. وی از سال ۱۹۹۹ میلادی تاکنون مشغول فعالیت بوده‌است.